# Hesquiat Peninsula
Hesquiat Peninsula är en halvö i Kanada.   Den ligger i Regional District of Alberni-Clayoquot och provinsen British Columbia, i den sydvästra delen av landet, 3 800 km väster om huvudstaden Ottawa.